# Finale Europees kampioenschap voetbal 1996
De finale van het Europees kampioenschap voetbal 1996 werd gehouden op 30 juni 1996 in het Wembley Stadium in Londen. Duitsland, winnaar in 1972 en 1980, nam het op tegen Tsjechië, dat voor het eerst na de splitsing van Tsjecho-Slowakije deelnam aan het EK. Beide ploegen hadden in de groepsfase al eens tegen elkaar gespeeld, Duitsland had toen met 2-0 gewonnen.

## Route naar de finale
|   | Land        | Wed | W | G | V | DV | DT | DS  | Pnt |
| - | ----------- | --- | - | - | - | -- | -- | --- | --- |
| 1 | Tsjechië    | 10  | 6 | 3 | 1 | 21 | 6  | +15 | 21  |
| 2 | Nederland   | 10  | 6 | 2 | 2 | 23 | 5  | +18 | 20  |
| 3 | Noorwegen   | 10  | 6 | 2 | 2 | 17 | 7  | +10 | 20  |
| 4 | Wit-Rusland | 10  | 3 | 2 | 5 | 8  | 13 | –5  | 11  |
| 5 | Luxemburg   | 10  | 3 | 1 | 6 | 3  | 21 | –18 | 10  |
| 6 | Malta       | 10  | 0 | 2 | 8 | 2  | 22 | –20 | 2   |

|   | Land      | Wed | W | G | V | DV | DT | DS  | Pnt |
| - | --------- | --- | - | - | - | -- | -- | --- | --- |
| 1 | Duitsland | 10  | 8 | 1 | 1 | 27 | 10 | +17 | 25  |
| 2 | Bulgarije | 10  | 7 | 1 | 2 | 24 | 10 | +14 | 22  |
| 3 | Georgië   | 10  | 5 | 0 | 5 | 14 | 13 | +1  | 15  |
| 4 | Moldavië  | 10  | 3 | 0 | 7 | 11 | 27 | –16 | 9   |
| 5 | Albanië   | 10  | 2 | 2 | 6 | 10 | 16 | –6  | 8   |
| 6 | Wales     | 10  | 2 | 2 | 6 | 9  | 19 | –10 | 8   |

| Land      | Wed | Win | Gel | Ver | DV | DT | +/− | Pnt |
| --------- | --- | --- | --- | --- | -- | -- | --- | --- |
| Duitsland | 3   | 2   | 1   | 0   | 5  | 0  | 5   | 7   |
| Tsjechië  | 3   | 1   | 1   | 1   | 5  | 6  | –1  | 4   |
| Italië    | 3   | 1   | 1   | 1   | 3  | 3  | 0   | 4   |
| Rusland   | 3   | 0   | 1   | 2   | 4  | 8  | –4  | 1   |

| Land      | Wed | Win | Gel | Ver | DV | DT | +/− | Pnt |
| --------- | --- | --- | --- | --- | -- | -- | --- | --- |
| Duitsland | 3   | 2   | 1   | 0   | 5  | 0  | 5   | 7   |
| Tsjechië  | 3   | 1   | 1   | 1   | 5  | 6  | –1  | 4   |
| Italië    | 3   | 1   | 1   | 1   | 3  | 3  | 0   | 4   |
| Rusland   | 3   | 0   | 1   | 2   | 4  | 8  | –4  | 1   |

## Wedstrijdverslag
De Duitse selectie was nogal gehavend door blessures en schorsingen en kreeg van de UEFA toestemming de selectie te verversen. Andreas Möller had tegen Engeland zijn tweede gele kaart opgelopen en was geschorst, Thomas Häßler kreeg daardoor weer een kans in de basis en Jürgen Klinsmann was weer fit genoeg om te spelen. De wedstrijd was tegen het opnieuw verdedigend opererende Tsjechië lange tijd saai, maar na een uur spelen ontbrandde de wedstrijd dankzij een foute beslissing van de scheidsrechter: Matthias Sammer tacklede de doorgebroken Karel Poborský buiten het strafgebied en Patrik Berger benutte de strafschop. Coach Berti Vogts had nog een geheim wapen op de band zitten, de bij Udinese spelende doelpuntenmachine Oliver Bierhoff. Vlak na zijn invalbeurt scoorde hij de gelijkmaker en in de verlenging maakte hij "the golden goal", waar hij profiteerde van een fout van de Tsjechische keeper Petr Kouba.

### Wedstrijdgegevens
|                                       |                   |              |                  |                                                                                          |
| 30 juni 1996 «onderlinge duels» 20:00 | Tsjechië          | 1 – 2 (n.v.) | Duitsland        | Wembley Stadium, Londen Toeschouwers: 73.611 Scheidsrechter: Pierluigi Pairetto (Italië) |
| 30 juni 1996 «onderlinge duels» 20:00 | Berger 59' (pen.) |              | 73' 95' Bierhoff | Wembley Stadium, Londen Toeschouwers: 73.611 Scheidsrechter: Pierluigi Pairetto (Italië) |

| Tsjechië | Duitsland |

| Tsjechië:      |    |                 |     |
|                |    |                 |     |
| GK             | 1  | Petr Kouba      |     |
| RB             | 3  | Jan Suchopárek  |     |
| CB             | 5  | Miroslav Kadlec |     |
| CB             | 15 | Michal Horňák   | 47' |
| LB             | 19 | Karel Rada      |     |
| RM             | 4  | Pavel Nedvěd    |     |
| CM             | 7  | Jiří Němec      |     |
| CM             | 13 | Radek Bejbl     |     |
| LM             | 14 | Patrik Berger   |     |
| CF             | 8  | Karel Poborský  | 88' |
| CF             | 9  | Pavel Kuka      |     |
| Wisselspelers: |    |                 |     |
| FW             | 17 | Vladimír Šmicer | 88' |
| Coach:         |    |                 |     |
| Dušan Uhrin    |    |                 |     |

| Duitsland:     |    |                  |     |
|                |    |                  |     |
| GK             | 1  | Andreas Köpke    |     |
| RWB            | 14 | Markus Babbel    |     |
| CB             | 5  | Thomas Helmer    | 63' |
| CB             | 6  | Matthias Sammer  | 69' |
| CB             | 21 | Dieter Eilts     | 46' |
| LWB            | 17 | Christian Ziege  | 91' |
| CM             | 10 | Thomas Häßler    |     |
| CM             | 19 | Thomas Strunz    |     |
| AM             | 8  | Mehmet Scholl    | 69' |
| CF             | 11 | Stefan Kuntz     |     |
| CF             | 18 | Jürgen Klinsmann |     |
| Wisselspelers: |    |                  |     |
| MF             | 3  | Marco Bode       | 46' |
| FW             | 20 | Oliver Bierhoff  | 69' |
| Coach:         |    |                  |     |
| Berti Vogts    |    |                  |     |

DFB · A-internationals · Bondscoaches · Duits vrouwenelftal · Olympisch elftal · Duitsland U21 · Duitsland U20 · Duitsland U19 · Duitsland U18 · Duitsland U17 · Duitsland U16 · Vrouwen U17
1905 – 1919 · 
1920 – 1929 · 
1930 – 1939 · 
1940 – 1949 · 
1950 – 1959 · 
1960 – 1969 · 
1970 – 1979 · 
1980 – 1989 · 
1990 – 1999 · 
2000 – 2009 · 
2010 – 2019 · 
2020 – 2029
EK's: 1972 · 
1976 · 
1980 · 
1984 · 
1988 · 
1992 · 
1996 · 
2000 · 
2004 · 
2008 · 
2012 · 
2016 · 
2020 · 
2024
CC: 1999 · 
2005 · 
2017
WK's: 1934 ·
1938 · 
1954 · 
1958 · 
1962 · 
1966 · 
1970 · 
1974 · 
1978 · 
1982 · 
1986 · 
1990 · 
1994 · 
1998 · 
2002 · 
2006 · 
2010 · 
2014 · 
2018 · 
2022
OS: 1912 ·
1928 ·
1936 ·
2016 ·
2020
Albanië ·
Algerije ·
Argentinië ·
Armenië ·
Australië ·
Azerbeidzjan ·
België ·
Bohemen en Moravië ·
Bolivia ·
Bosnië en Herzegovina ·
Brazilië ·
Bulgarije ·
Canada ·
Chili ·
China ·
Colombia ·
Costa Rica ·
Cyprus ·
DDR ·
Denemarken ·
Ecuador ·
Egypte ·
Engeland ·
Estland ·
Faeröer ·
Finland ·
Frankrijk ·
Georgië ·
Ghana ·
Gibraltar ·
GOS ·
Griekenland ·
Hongarije ·
Ierland ·
IJsland ·
Iran ·
Israël ·
Italië ·
Ivoorkust ·
Japan ·
Joegoslavië ·
Kameroen ·
Kazachstan ·
Koeweit ·
Kroatië ·
Letland ·
Liechtenstein ·
Litouwen ·
Luxemburg ·
Malta ·
Marokko ·
Mexico ·
Moldavië ·
Nederland ·
Nieuw-Zeeland ·
Nigeria ·
Noord-Ierland ·
Noord-Macedonië ·
Noorwegen ·
Oekraïne ·
Oman ·
Oostenrijk ·
Paraguay ·
Peru ·
Polen ·
Portugal ·
Roemenië ·
Rusland ·
Saarland ·
San Marino ·
Saoedi-Arabië ·
Schotland ·
Servië ·
Servië en Montenegro · 
Slovenië ·
Slowakije ·
Sovjet-Unie ·
Spanje ·
Thailand ·
Tsjechië ·
Tsjecho-Slowakije ·
Tunesië ·
Turkije ·
Uruguay ·
Verenigde Arabische Emiraten ·
Verenigde Staten ·
Wales ·
Wit-Rusland ·
Zuid-Afrika ·
Zuid-Korea ·
Zweden ·
Zwitserland
Algerije (1982) · 
Algerije (2014) · 
Argentinië (1986) ·
Argentinië (1990) ·
Argentinië (2006) ·
Argentinië (2014) · 
Australië (2010) ·
België (1980) · 
Brazilië (2002) ·
Brazilië (2014) · 
Chili (1982) ·
Costa Rica (2006) ·
Denemarken (1992) ·
Denemarken (2012) · 
Ecuador (2006) ·
Engeland (1966) ·
Engeland (1982) ·
Engeland (2010) ·
Engeland (2021) ·
Frankrijk (2014) · 
Frankrijk (2021) · 
Ghana (2014) ·
Griekenland (2012) · 
Hongarije (1954, 2) ·
Hongarije (2021) ·
Italië (1982) ·
Italië (2006) ·
Italië (2012) · 
Japan (2022) · 
Kroatië (2008) ·
Mexico (2018) ·
Nederland (1974) ·
Nederland (2012) ·
Oekraïne (2016) ·
Oostenrijk (1982) ·
Oostenrijk (2008) ·
Polen (2006) ·
Polen (2008) ·
Polen (2016) ·
Portugal (2006) ·
Portugal (2008) ·
Portugal (2012) ·
Portugal (2014) ·
Portugal (2021) ·
Servië (2010) ·
Sovjet-Unie (1972) · 
Spanje (1982) ·
Spanje (2008) ·
Spanje (2022) ·
Tsjechië (1996, 2) · 
Tsjecho-Slowakije (1976) ·
Turkije (2008) ·
Verenigde Staten (2014) ·
Zuid-Korea (2018) ·
Zweden (2006)
FAČR · A-internationals · Bondscoaches · Selecties · Statistieken · Tsjechisch vrouwenelftal · Olympisch elftal · Tsjechië U21 · Tsjechië U20 · Tsjechië U19 · Tsjechië U18 · Tsjechië U17 · Tsjechië U16
EK 1996 · 
EK 2000 · 
EK 2004 · 
EK 2008 · 
EK 2012 · 
EK 2016 · 
EK 2020
WK 1998 · 
WK 2002 · 
WK 2006 · 
WK 2010 · 
WK 2014 · 
WK 2018 · 
WK 2022
OS 2000
1906 · 1907 · 1908 · 1909 – 1938 · 1939 · 1940 – 1993 · 1994 · 1995 · 1996 · 1997 · 1998 · 1999 · 2000 · 2001 · 2002 · 2003 · 2004 · 2005 · 2006 · 2007 · 2008 · 2009 · 2010 · 2011 · 2012 · 2013 · 2014 · 2015 · 2016 · 2017 · 2018 · 2019 · 2020 · 2021
Albanië ·
Andorra ·
Armenië ·
Australië ·
Azerbeidzjan ·
België ·
Bosnië en Herzegovina ·
Brazilië ·
Bulgarije ·
Canada ·
China ·
Costa Rica ·
Cyprus ·
Denemarken ·
Duitsland ·
Engeland ·
Estland ·
Faeröer ·
Finland ·
Frankrijk ·
Georgië ·
Ghana ·
Griekenland ·
Hongarije ·
Ierland ·
IJsland ·
Israël ·
Italië ·
Japan ·
Joegoslavië ·
Kazachstan ·
Koeweit ·
Kosovo ·
Kroatië ·
Letland ·
Libanon ·
Liechtenstein ·
Litouwen ·
Luxemburg ·
Malta ·
Marokko ·
Mexico ·
Moldavië ·
Montenegro ·
Nederland ·
Nigeria ·
Noord-Ierland ·
Noord-Macedonië ·
Noorwegen ·
Oekraïne ·
Oostenrijk ·
Paraguay ·
Peru ·
Polen ·
Portugal ·
Qatar ·
Roemenië ·
Rusland ·
San Marino ·
Saoedi-Arabië ·
Schotland ·
Servië ·
Slovenië ·
Slowakije ·
Spanje ·
Trinidad en Tobago ·
Turkije ·
Uruguay ·
Verenigde Arabische Emiraten ·
Verenigde Staten ·
Wales ·
Wit-Rusland ·
Zuid-Afrika ·
Zuid-Korea ·
Zweden ·
Zwitserland
Denemarken (2021) · 
Duitsland (1996, 2) · 
Engeland (2021) · 
Ghana (2006) · 
Griekenland (2012) · 
Italië (2006) · 
Kroatië (2016) · 
Kroatië (2021) · 
Nederland (2021) · 
Polen (2012) · 
Portugal (2008) · 
Portugal (2012) · 
Rusland (2012) · 
Schotland (2021) · 
Spanje (2016) · 
Turkije (2008) · 
Verenigde Staten (2006) ·
Zwitserland (2008)